# Escala hispano-àrab
L'escala hispano-àrab o doble harmònica és una escala musical que té el segon grau alterat descendentment, i, a més, també té el tercer i el sèptim grau alterat ascendentment. Aquesta escala conté dues segones augmentades, distribuïdes en el segon i tercer grau; en el sisè i sèptim grau. O també, es pot analitzar per tetracords, està formada per dos tetracords composts per una segona menor, una segona augmentada i una segona menor, entre ambdós tetracords hi ha un interval de segona major. Aquesta escala no té mode, ja que no correspon al tipus d’escales majors ni de menors.